# Glen Osborne
Glen Matthew Osborne (Wanganui, 27 agosto 1971) è un ex rugbista a 15 e conduttore televisivo neozelandese, in carriera ala-estremo degli All Blacks in due Coppe del Mondo.

## Biografia
Proveniente da Wanganui, con la relativa squadra provinciale esordì nel campionato di categoria nel 1991, per poi passare a North Harbour l'anno seguente dopo 20 incontri; esordì negli All Blacks ad Auckland contro il Canada nel corso degli incontri di preparazione alla Coppa del Mondo di rugby 1995 cui prese parte, giungendo fino alla finale poi persa contro i padroni di casa del Sudafrica; fu presente anche alla Coppa del Mondo di rugby 1999 nel Regno Unito, disputandovi un solo incontro, il suo ultimo internazionale, a Huddersfield, una vittoria 101-3 contro l'Italia.
A livello di franchise militò dapprima negli Chiefs fino al 1998, poi una stagione agli Hurricanes nel 1999, anno in cui si trasferì in Francia per due stagioni al Biarritz; tornato in Nuova Zelanda nel 2001, trascorse una stagione ancora al North Harbour, dopo la quale spese quattro stagioni in Giappone per poi ritirarsi.
Dopo il ritiro Osborne è divenuto presentatore televisivo, attivo soprattutto su Māori Television, emittente televisiva di lingua e cultura Māori.